# Brigada de Fusellers
La Brigada de Fusellers va ser una unitat de l'Exèrcit Britànic creada a principis del segle xix com a força d'elit, incorporant tàctiques, mètodes d'entrenament i armament revolucionaris per a l'època.

## Història

### Doctrina i entrenament
Amb el nom de Cos experimental de Fusellers (The Experimental Corps of Riflemen) es va formar el 1800 comandat pel llavors coronel Coote Manningham i pel tinent coronel William Stewart per actuar com a tropes lleugeres d'elit, especialitzades en escaramusses hostigant a les forces franceses.
Havien d'actuar en ordre molt obert i per parelles, ocultar-se i fustigar l'enemic amb trets de precisió, donant prioritat com a blancs als oficials, suboficials, tambors i servidors d'artilleria enemics, amb l'objecte de causar el desordre i el pànic entre les files enemigues. La idea de triar el blanc i disparar no era habitual: els fusellers disparaven en descàrregues tancades, sense apuntar més que a la línia enemiga.
Els fusellers havien de moure's ràpidament, per la qual cosa estaven entrenats per a recórrer grans distàncies a peu a marxa forçada. Per aquesta raó utilitzaven clarins per transmetre les ordres, a diferència de les restants unitats que usaven tambors, i no portaven els colors del regiment.
Havien de ser capaços de resoldre les seves tàctiques amb autonomia i, a diferència del vermell tradicional, vestien uniformes verds foscos per passar desapercebuts aprofitant la vegetació, sent la primera unitat de l'època a utilitzar el camuflatge. Tot anava contra la doctrina imperant i convertia el regiment en la unitat més moderna de l'època. En bona part hi influí el dur aprenentatge de la Guerra d'Independència dels Estats Units.
El mateix entrenament que es realitzava a Horsham era revolucionari. S'ensenyava a les tropes sense recórrer a assots o altres càstigs. A diferència dels altres regiments, entrenaven amb munició real i era habitual que participessin en competicions de tir esportiu sent recompensats pels seus èxits. De fet, la seva punteria era superior a la de qualsevol altre regiment, i van ser els primers a ser equipats amb una arma d'ànima ratllada, el rifle Baker, amb una precisió superior a les 300 iardes (en comptes de les 75 del tradicional Brown Bess). Això solucionava en bona part els problemes que havien limitat l'ús d'aquestes armes fins a aquest moment, a la que es va agregar una baioneta de 21 polzades aprofitant la menor longitud de l'arma.
Com a exemple d'aquesta capacitat, el fuseller del 1r Batalló Thomas Plunkett va matar amb el seu fusell Baker al general francès Auguste François-Marie de Colbert-Chabanais a una distància superior a les 400 iardes, i amb un segon tret a un ajudant que va intentar auxiliar-ho, provant que no es tractava d'un tret de sort.

El major John Blackiston del Cos de Caçadors portuguès, va dir: 
| « | "Mai havia vist a tiradors com els del 95è. Podien fer la feina molt millor i amb pèrdues infinitament menors que qualsevol altra unitat de les nostres millors tropes lleugeres. Tenien una audàcia individual, un enteniment mutu i una rapidesa per aprofitar el terreny que com a unitat mai vaig veure igualada. Eren tan superiors als tiradors d'elit francesos com aquests darrers ho eren als nostres tiradors mitjans." | » |

Els reclutes se seleccionaven entre els millors homes dels regiments de línia de l'Exèrcit britànic. A diferència també dels costums de l'època, els oficials compartien les penúries de la campanya, dormien a la intempèrie amb les tropes durant les patrulles i fins i tot solien compartir la taula amb els seus homes, familiaritzant-se amb ells i assegurant la seva lleialtat sense afectar la disciplina. La majoria sabia llegir i escriure i sovint van dur diaris de les seves campanyes.

### Campanyes

#### Guerres Napoleòniques
Durant les Guerres Napoleòniques, el 25 d'agost de 1800, tres companyies comandades per William Stewart van efectuar una operació amfíbia en les costes de Ferrol, i van ajudar a desallotjar de les posicions més altes als defensors espanyols, però l'expedició fou finalment derrotada i es va retirar el 26 d'agost.
El 2 d'abril de 1801 alguns destacaments embarcats van actuar a la Primera Batalla de Copenhague comandada per l'almirall Horatio Nelson. El 1803 va ser reanomenat Regiment número 95 d'Infanteria (Fusellers) (95th (Rifle) Regiment of Foot) i es va traslladar a Shorncliffe, Kent, on va continuar la seva instrucció al costat dels regiments d'infanteria lleugera 43è i 52è, sota el comandament de Coote-Manningham i de sir John Moore.
El 1805 es va formar un segon batalló a Canterbury, Kent, i aquell mateix any el 1r Batalló es va sumar a les forces enviades a Alemanya, comandades per lord William Cathcart, per alliberar Hannover de l'ocupació francesa, formant l'avantguarda en l'avanç sobre Bremen.
Al febrer de 1806 el 95è va cobrir la retirada de l'exèrcit cap a Cuxhaven, tornant a Anglaterra. A l'octubre, cinc companyies del primer batalló i tres del segon, van ser destinades a l'expedició comandada pel brigadier general sir Samuel Auchmuty, dirigida al virregnat del Río de la Plata, part de l'Imperi Espanyol (aliat encara amb França), per explotar l'èxit inicial de l'expedició al Río de la Plata de William Carr Beresford i Home Riggs Popham.

#### Segona invasió anglesa al Río de la Plata
Al Río de la Plata l'Exèrcit britànic, ja a les ordres de John Whitelocke, va saber que la ciutat de Buenos Aires havia estat reconquistada, iniciant llavors les seves operacions contra la Banda Oriental de l'estuari.

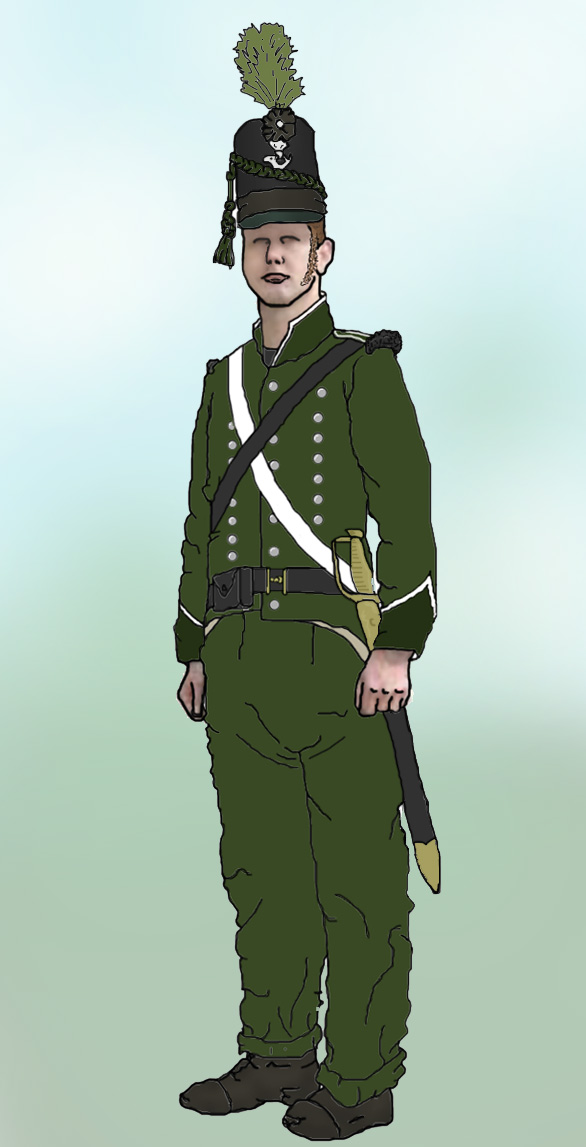
Soldat del Regiment número 95 (1815).

El 20 de gener de 1807 es va produir el Combat del Cordón, on el 95è, al comandat pel major Gardner va integrar l'ala dreta de l'Exèrcit britànic, comandada directament per William Lumley, segon d'Auchmuty. A la batalla decisiva, Lumley va desplegar a les companyies del 95è en forma paral·lela al camí seguit per les columnes espanyoles, perquè s'infiltressin pels camps de blat de moro i caiguessin sobre el flanc esquerre dels defensors. El moviment no va ser advertit pels espanyols fins que les tropes, emboscades i en lloc segur, van obrir foc a boca de canó causant una matança, i forçant a la retirada de les tropes comandades per Bernardo Lecocq a la relativa seguretat de la plaça de Montevideo, que fou immediatament assetjada, caient pocs dies després, el 3 de febrer.
Un membre de l'expedició britànica, G. I. Milers, relataria que "Cada cos es va comportar amb valor, però el Cos de Fusellers es va distingir particularment. Aquesta va ser la primera oportunitat que van tenir des de la seva formació de demostrar la seva utilitat, i la forma en què es van comportar va causar tanta admiració en els seus companys d'armes com a temor entre els seus enemics".
Al març, tropes del 95è van participar en la presa de Colonia del Sacramento i van vèncer el 7 de juny en el Combat de San Pedro a les forces enviades per Buenos Aires.
El 17 de juny les tropes britàniques comandades per John Whitelocke es van dirigir al marge occidental del riu i després de desembarcar el 28 a l'Ensenada de Barragán i desbaratar l'escassa resistència, van iniciar l'avanç sobre la ciutat.
Part del regiment comandat pel major Travers va integrar la brigada comandada pel general Robert Craufurd, assignada a l'avantguarda comandada pel major general John Lewison Gower. La resta, comandada pel major Macleod va romandre a la divisió centre, a càrrec de Whitelocke i Auchmuty.
Un cop superat el terreny pantanós que seguia al cap de platja, malgrat les pluges i la manca d'aliment, l'avantguarda es va avançar ràpidament a la resta de l'exèrcit, que en comptes d'avançar en diverses columnes paral·leles ho feia en una sola fila. La nit de l'1 de juliol Whitelocke va resoldre que l'esgotada avantguarda i el gruix de l'exèrcit descansessin durant el dia 2 i, una vegada reunides les forces, marxessin el 3 per a un assalt conjunt. Però a les 2 hores del matí del dia 2, una forta i persistent pluja el va fer ordenar l'avanç pel mateix dia 2, sense tenir en compte el cansament de les tropes i la falta de queviures.
Gower va iniciar la marxa a dos quarts de des del matí sobre el pas de Burgos. El comandant de les forces de Buenos Aires, Santiago de Liniers, veient que seria flanquejat va ordenar a la seva cavalleria perquè intentés aturar o endarrerir l'encreuament mentre ell repassava el Riachuelo i tancava l'accés a la ciutat, però la maniobra de Liniers es va frustrar per la rapidesa de desplaçament dels adversaris.
Ja prop del pas, Gower va formar a la brigada Craufurd en línia a la dreta i després d'unes descàrregues de fuselleria i uns tirs de canó, la cavalleria es va dispersar i Craufurd va travessar el riu amb les seves tropes. Liniers va canviar novament l'objectiu, dirigint-se a marxes forçades als Corrales de Miserere, el mateix punt triat per Gower.
Davant l'anticipació de Liniers, Craufurd "va sol·licitar que se'l permetés avançar amb la seva brigada, i considerant que era massa tard, i que la brigada comandada pel brigadier general Lumley, que ja estava exhausta per la severitat de la marxa, no podria arribar a aquest punt abans de la nit, vaig ordenar al brigadier Craufurd que avancés".
Les tropes del 95è i del batalló lleuger que componien la divisió Craufurd, poc menys de 900 homes, malgrat l'esforç de la marxa, estava en condicions d'operar. Però no així les dels regiments 36è i 88è de Lumley, on eren tants els homes que no podien avançar a causa de la fatiga de la marxa precedent, que el nombre d'efectius que va quedar per al moment de l'encreuament del Riachuelo era molt reduït.
A instàncies de Craufurd, Gower va resoldre atacar sense esperar la reunió de Lumley: "En veure que la línia que jo ocupava estava una mica en diagonal a la que l'enemic havia pres, vaig pensar que perdria menys homes fent un atac immediat en comptes d'esperar que se m'unís la brigada del brigadier general Lumley, i vaig ordenar al brigadier general Craufurd que ataqués la seva línia a la baioneta, en la qual cosa va tenir tant èxit, que en pocs minuts la infanteria de l'enemic va ser completament derrotada i deu peces d'artilleria es trobaven en poder nostre."
En el Combat de Miserere la divisió de Robert Craufurd es va desplegar per graons de companyies a l'esquerra i va carregar a la baioneta amb els seus dos batallons a les ordres de Pack i de Travers empenyent per força de Liniers a través de l'escorxador i aconseguint desallotjar i dispersar a les forces patriotes en pocs minuts.
Malgrat els reiterats requeriments de Craufurd, Gower no es va decidir a continuar l'avanç sobre la ciutat, la qual cosa va donar temps als defensors per preparar la resistència fortificant-se en carrers i cases.
L'avantguarda que havia marxat tot el dia sense menjar va fer bivac aquella nit en el mateix escorxador on va trobar carn en abundància llesta per ser enviada a la ciutat. El 95è va romandre acantonat, destacant partides per fer front a les guerrilles enemigues i hostigar les seves posicions, fins que a la matinada del dia 5 l'exèrcit es va alinear en 12 columnes per avançar sobre la ciutat.
Dos dies després, la dura resistència de carrer dels veïns i milicians i les decisions desencertades del comandament britànic van acabar amb l'ofensiva. Whitelocke havia perdut més de la meitat dels seus homes, i la major part de les columnes havien caigut, per la qual cosa, descartat el bombardeig de la plaça, només quedava la capitulació.

#### Països Escandinaus
Les companyies del 95è que van escapar al desastre de la segona invasió anglesa al Río de la Plata van participar en l'expedició a Dinamarca de 1807, comandada per lord Cathcart, integrant la brigada al comandament d'Arthur Wellesley. Va participar en la Segona Batalla de Copenhaguen en la qual, després d'un fort bombardeig de la ciutat que va matar més de 2.000 civils i va destruir el 30 % dels edificis de la ciutat de Copenhaguen, la flota danesa va ser capturada evitant que caigués en poder de França.
El 1808 el primer batalló va prendre part en l'expedició que va marxar a Suècia, comandada per sir John Moore per auxiliar-la en la seva guerra amb Rússia, però les tropes van romandre estacionades a Göteborg fins que van retornar a Gran Bretanya per prendre part en la Guerra Peninsular.

#### Guerra del Francès
L'agost el 2n Batalló va prendre part en l'expedició de sir Arthur Wellesley a Portugal, cobrint el desembarcament a bahía Mondego. El 15 d'agost van efectuar el primer tret de la contesa durant una escaramussa a Óbidos, i van patir la primera baixa, el tinent Ralph Bunbury. El 17 d'agost el 95è va lluitar amb la 6a Brigada a la batalla de Roliça, i el 21 d'agost a Vimeiro. Posteriorment van cobrir la rereguarda durant la retirada de l'exèrcit britànic a la Corunya i van lluitar en la batalla d'Elviña del 16 de gener de 1809, embarcant-se després cap a la seva pàtria.
Aquell mateix any, el 2n Batalló va integrar la nova expedició que va desembarcar a Portugal, comandada per Wellesley. El 1r Batalló, per la seva banda, després de tornar de Suècia, es va dirigir a marxes forçades al front però no va arribar fins al 29 de juliol de 1809, després de la batalla de Talavera.

La seva capacitat va fer que fossin utilitzats intensament en tota la campanya: 
| «                                                     | "Des del nostre avançament des de Santarem del 6 de març, set dels nostres oficials han donat les seves vides i molts han resultat ferits. Espero tenir aviat el meu ascens a tinent. Si visc, escolliria una companyia d'aquest regiment abans que qualsevol altra. En sis mesos hem vist tanta acció com la que la meitat de l'exèrcit pot presumir de veure en deu anys" | » |
| — Carta del tinent segon George Simmons, juny de 1811 | |   |

Van participar en la major part de les accions de la campanya però van tenir un paper especialment destacat als setges de Ciudad Rodrigo, Badajoz i Sant Sebastià, així com a les batalles de Buçaco (27 de setembre de 1810), Salamanca (22 de juliol de 1812) i Vitòria (13 de juny de 1813).
També van destacar a la Batalla de Nivelle (10 de novembre de 1813), on una companyia comandada pel capità Daniel Cadoux va deixar fora de combat a una divisió francesa, causant a l'enemic 231 baixes i patint 14 morts, incloent-hi al propi Cadoux.
Els tres batallons del 95è van lluitar junts per primera vegada a les últimes setmanes de la guerra peninsular, a la Batalla de Tarbes del 20 de març de 1814, on el regiment, independentment d'altres forces, va escombrar les forces del general Jean de Dieu Soult, aplanant el camí de l'exèrcit de Wellington en el seu avanç en territori francès.
Després de la derrota francesa, tropes del 95è van ser enviades com a força expedicionària a lluitar a l'última fase de la guerra iniciada el 1812 contra els Estats Units. De retorn a Europa, van arribar a lluitar en la batalla de Waterloo, sense cedir les seves posicions malgrat patir nombroses baixes.

#### Crimea
El 1816 el regiment va canviar el seu nom a Brigada de Fusellers (The Rifle Brigade) i finalment The Prince Consort's Own Rifle Brigade en honor d'Albert de Saxònia-Coburg-Gotha, espòs de la reina Victòria I del Regne Unit.
El número 95è va ser utilitzat pel Regiment 96è, redenominat 95th Regiment of Foot (Don's) fins al 1818, i a partir de 1823 com a Regiment número 95 d'Infanteria (Derbyshire).
Durant la Guerra de Crimea (1853) van lluitar dos batallons de la Rifle Brigade, liderant els avanços britànics a les batalles del riu Alma, Inkerman i al Setge de Sebastopol (1854-1855). El regiment va obtenir 8 Creus Victòria, més que qualsevol altre regiment.

#### Guerres Mundials
A la Primera Guerra Mundial la Rifle Brigade va mobilitzar en total 28 batallons prestant serveis principalment en el Front Occidental i de manera secundària a Macedònia. Va tenir 11.575 morts en el conflicte, obtenint nombrosos honors de batalla i 10 Creus Victoria.
Durant la Segona Guerra Mundial va mobilitzar 17 batallons. El 1937 va incorporar el primer batalló motoritzat. El 1r Batalló va ser forçat a rendir-se durant la batalla de França (1940). El regiment va lluitar en la Campanya del Nord d'Àfrica participant en la Batalla d'El Alamein. Quatre batallons van lluitar a la Campanya d'Itàlia i dues en el Desembarcament de Normandia al juny de 1944, lluitant a la campanya del Front Occidental fins a finalitzar la guerra a les rodalies d'Hamburg.
EL 1968 es va convertir en el Royal Green Jackets, unint-se amb el 43è i el 52è d'Infanteria Lleugera i el 60è. Al febrer del 2007 es van unir als regiments Devonshire and Dorset Light Infantry, Royal Gloucestershire, Berkshire and Wiltshire Light Infantry i The Light Infantry per formar The Rifles.